# Mitch Ryder
Pour les articles homonymes, voir Ryder.
Mitch Ryder (de son vrai nom William Levise Jr.) est un chanteur de soul et de rhythm and blues américain né  le 26 février 1945 à Hamtramck, Michigan. Figure légendaire de Détroit avec son groupe The Detroit Wheels, il est l'un des meilleurs interprètes de rhythm & blues  blancs des années 1960.

## Biographie
Issu d'une famille d'origine polonaise, il s'intéresse à la musique de Motown et de Little Richard. Il forme Billy Lee & The Rivieras en 1963. Le groupe, qui comprend déjà le guitariste Jim McCarty, devient très populaire. Il est repéré par Bob Crewe lors d'un concert en ouverture du Dave Clark Five, qui l'engage chez New Voice. C'est Crewe qui donne son nom de scène à Mitch Ryder.
Après un premier 45 tours passé inaperçu, ils obtiennent un grand succès début 1966 grâce à Jenny Take A Ride, un medley de Jenny, Jenny de Little Richard avec C.C. Rider de Chuck Willis. La chanson se classe à la 10e place des charts américains. Suivent notamment Devil With A Blue Dress On - Good Golly, Miss Molly (n°4) et Sock It To Me, Baby! (n°6). Bob Crewe décide alors de remplacer les Detroit Wheels par un orchestre de quarante musiciens.
En 1969, Steve Cropper produit l'album The Detroit-Memphis Experience. En 1970, Mitch Ryder fonde Detroit, groupe de hard rock dont fzait également partie Steve Hunter. L'album éponyme sorti en 1972, qui contient une reprise de Rock 'n' roll du Velvet Underground, ne se vend guère. Mitch quitte alors le Michigan pour le Colorado où il disparait pendant presque dix ans. En 1978, l'album How I Spent My Vacation est salué par la critique. En 1983, Never Kick A Sleeping Dog, produit par John Mellencamp, rencontre un certain succès. Mais sa carrière est faite de longues éclipses, dues en partie à la consommation de drogues. Mitch Ryder connait un admirateur de renom en la personne de Bruce Springsteen, qui a repris en 1979 le titre Devil With A Blue Dress On.[réf. nécessaire]

## Discographie

### Singles
- Jenny Take A Ride (medley C.C. Rider / Jenny, Jenny, 1966)
- Devil with a Blue Dress On / Good Golly Miss Molly (1966)

etc.

### Albums
Mitch Ryder & the Detroit Wheels
- 1966 Take A Ride (New Voice)
- 1966 Breakout! (New Voice)
- 1967 Sock It To Me (New Voice)
- 1967 All Mitch Ryder Hits (New Voice)
- 1967 All The Heavy Hits (Crewe)
- 1968 Mitch Ryder Sings The Hits (New Voice)

Mitch Ryder
- 1967 What Now My Love (Dynovoice)
- 1969 The Detroit/Memphis Experiment (with Booker T and the MGs)
- 1979 How I Spent My Vacation (Line)
- 1980 Naked But Not Dead (Line)
- 1981 Live Talkies (Line)
- 1981 Got Change for a Million (Line)
- 1981 Look Ma, No Wheels (Quality)
- 1981 Greatest Hits (Quality)
- 1982 Smart Ass (Line)
- 1983 Never Kick a Sleeping Dog (Line) produced by John Mellencamp
- 1985 Legendary Full Moon Concert (Line)
- 1986 In The China Shop (Line)
- 1988 Red Blood, White Mink (Line)
- 1990 The Beautiful Toulang Sunset (Line)
- 1992 La Gash (Line)
- 1992 Live at the Logo Hamburg (Line)
- 1994 Rite of Passage  (with Engerling) (Line)
- 1999 Monkey Island (Line)
- 2003 The Old Man Springs a Boner (with Engerling) (Buschfunk)
- 2004 A Dark Caucasian Blue (with Engerling) (Buschfunk)
- 2006 The Acquitted Idiot (with Engerling) (Buschfunk)
- 2008 You Deserve My Art (with Engerling) (Buschfunk)
- 2009 Detroit Ain't Dead Yet
- 2009 Air Harmonie (with Engerling) (Buschfunk)
- 2012 The Promise[1]
- 2013 It's killing me (live 2012) (with Engerling) (Buschfunk)
- 2017 Stick this in your ear (Buschfunk)
- 2018 Christmas (Take a Ride) (Cleopatra)
- 2019 The Blind Squirrel Finds A Nut (Buschfunk)
- 2019 Detroit Breakout! (Cleopatra)
- 2023 Georgia Drift (Buschfunk)
- 2024 The Roof Is On Fire (double live album) (Ruf Records)

Detroit Featuring Mitch Ryder
- 1971 Detroit (Paramount/MCA)